# Patricia Robertson
Patricia Hilliard Robertson (* 12. März 1963 in Indiana, Pennsylvania; † 24. Mai 2001 in Houston, Texas) war eine US-amerikanische Ärztin und Raumfahrtanwärterin der NASA.

## Leben und Karriere
Robertson wurde als Tochter von Ilse und Harold Hilliard am 12. März 1963 in Indiana im US-Bundesstaat Pennsylvania geboren. Sie absolvierte die Homer Center High School in Homer City. Im Jahr 1985 erwarb sie einen Bachelor of Science in Biologie an der University of Pennsylvania und 1989 ein Medizinisches Diplom am Medical College of Pennsylvania. Nach einer dreijährigen Facharztausbildung als Familienmedizinerin absolvierte sie ein zweijähriges Fellowship-Programm für Weltraummedizin an der University of Texas und am Johnson Space Center.
Nachdem sie im Juni 1998 als Mitglied des Astronautenjahrgangs 1998 ausgewählt worden war, begann sie im August desselben Jahres die zweijährige Astronautenausbildung der NASA. Zu ihrer Ausbildung gehörten wissenschaftliche und technische Unterweisungen, physiologisches Training, Flugunterricht sowie das Erlernen von Überlebenstechniken im Wasser und in der Wildnis. Im Anschluss war sie als Bürobeauftragte für das Crew Healthcare System (CHeCS) und als Crew-Support-Astronautin am Boden für die Crew der ISS-Expedition 2 tätig.
Bevor sie ihren ersten, für das Jahr 2002 geplanten Flug ins Weltall antreten konnte, starb Robertson am 24. Mai 2001 im Alter von 38 Jahren an den Folgen eines Flugzeugabsturzes.
Sie war mit Scott Robertson verheiratet.